# Jonas Bylund

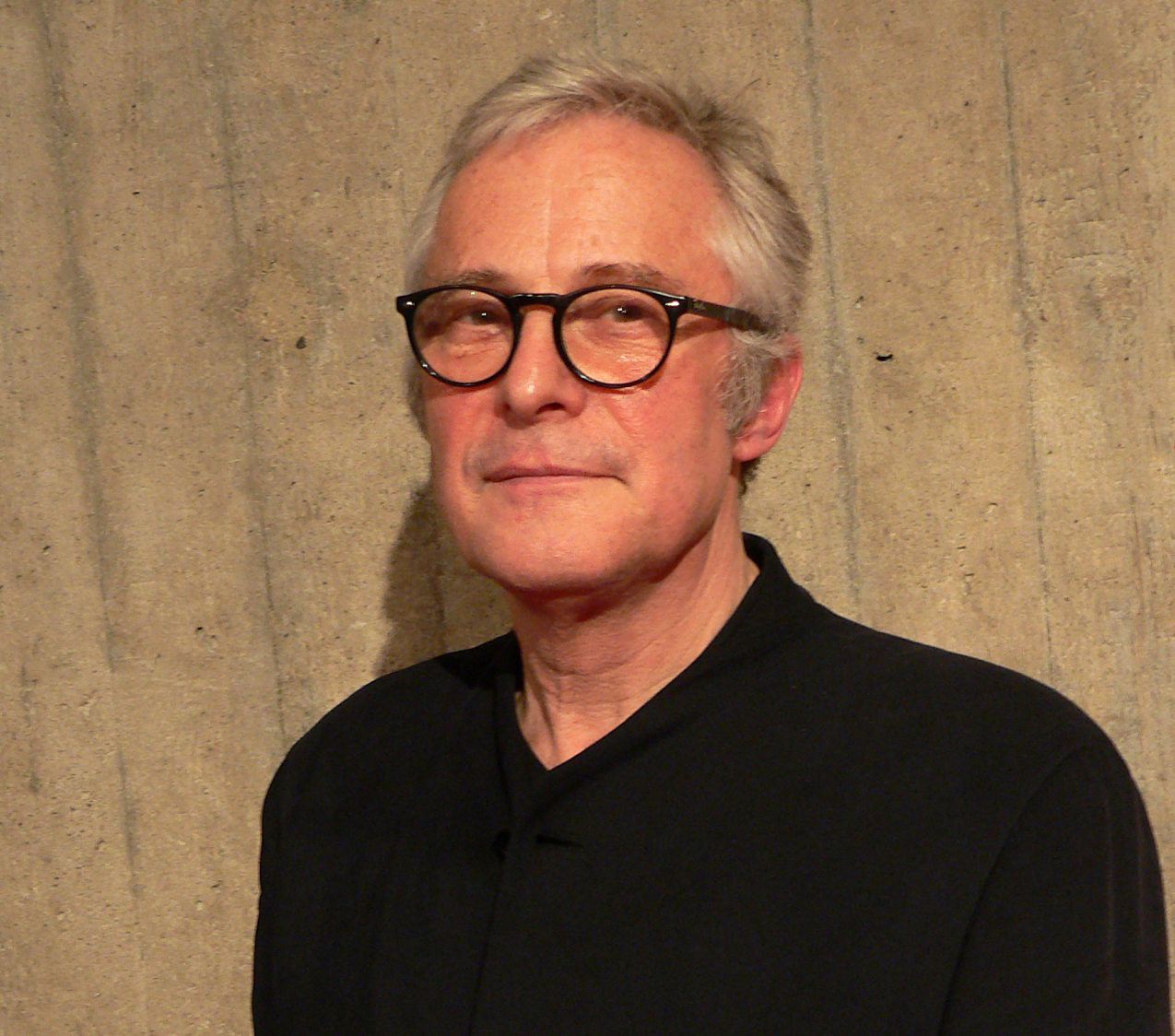
Jonas Bylund, 2024

Jonas Christer Bylund (* 18. November 1963 in Gävle) ist ein klassischer Posaunist und Professor an der Hochschule für Musik, Theater und Medien Hannover (HMTMH).

## Werdegang
Jonas Bylund studierte bis 1987 an der Königlichen Musikhochschule Stockholm. Anschließend wurde er Soloposaunist beim Philharmonischen Orchester Oslo. 1988 gewann er beim internationalen Solistenwettbewerb Concours de Genève in Genf den ersten Preis und beim Internationalen Musikwettbewerb der ARD 1989 in München gewann er den zweiten Preis. Er ist Gründungsmitglied des Blechbläserquintetts Stockholm Chamber Brass in den 1980er Jahren, dem er bis heute angehört. 1990 wurde er Soloposaunist des Royal Stockholm Philharmonic Orchestra. 1992 und 1993 war er darüber hinaus Soloposaunist bei den Bamberger Symphonikern. Bylund war auch als Opern-, Film- und Theaterschauspieler tätig. Seit 1995 ist er Professor für Posaune an der HMTMH in Hannover. 2022 zeichnete ihn die International Trombone Association mit dem Neill Humfeld Award for Teaching Excellence aus.